# Willis Eugene Lamb
Willis Eugene Lamb, Junior (ur. 12 lipca 1913 w Los Angeles, zm. 15 maja 2008 w Tucson) – amerykański fizyk, laureat Nagrody Nobla w dziedzinie fizyki w roku 1955 za odkrycia związane ze strukturą subtelną widma wodoru, tzw. przesunięcie Lamba (zob. też widmo liniowe). Nagrodę otrzymał wspólnie z Polykarpem Kuschem, wyróżnionym za precyzyjne wyznaczenie momentu magnetycznego elektronu.